# Allium roseum
El ajo de culebra (Allium roseum) es una planta perenne bulbosa perteneciente a la familia de las amarilidáceas.

## Descripción
Hierba de unos 50 cm, con tallo erecto y hueco terminado en inflorescencias de tipo umbela simple. Como la mayoría, aunque no todas las especies de allium, tiene ese olor característico a ajo.
Los bulbos ovoideos, a unos 10 cm de profundidad, se llenan de hijuelos (bulbillos) esto hace que aparezcan formando matas (en la foto se aprecia cómo está compuesta por una decena de plantas).

Las flores extremas con pedicelos de un par de centímetros, son de color blanco o rosado, estas últimas con un nervio central rosa más marcado en los tépalos. Son hermafroditas, esto es, que tienen ambos sexos, en este caso la segunda fotografía nos permite apreciar perfectamente el gineceo y el androceo con los sacos polínicos amarillos en la antera. Con dos planos de simetría o actinomorfas.

Las hojas son largas, unos 2/3 del tallo, verdes, brillantes, no muy anchas por lo que acaban posándose en el suelo por el peso. Es fácil encontrarlas retorcidas sobre sí mismas o en forma de cinta (vitiforme). Abrazando al tallo totalmente (hojas envainadoras), todas en la parte basal del mismo, no muy numerosas entre 2 y 4.
Fruto en cápsula.
Distribución

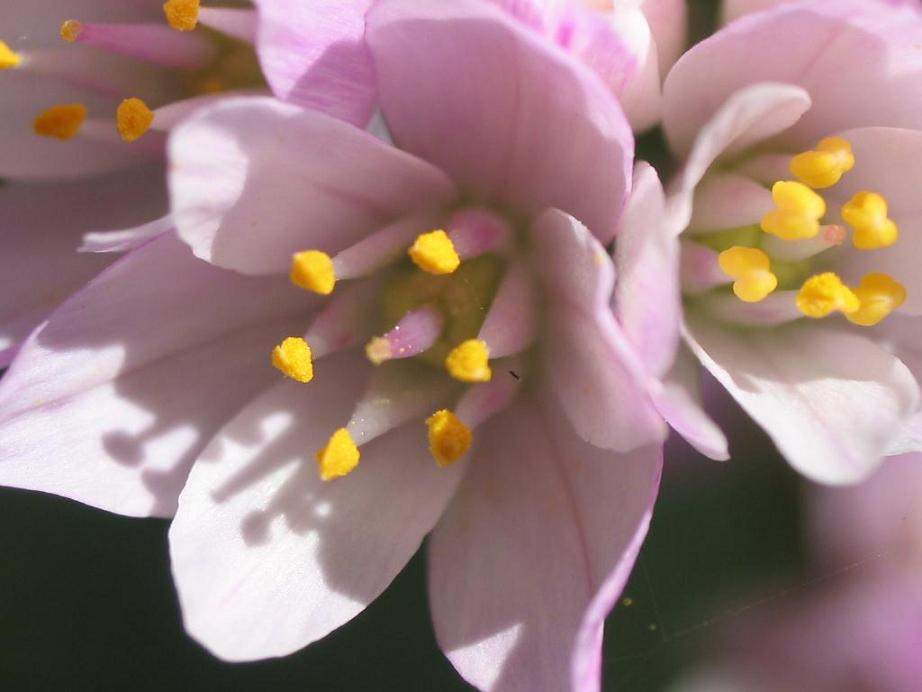
detalle de la flor.

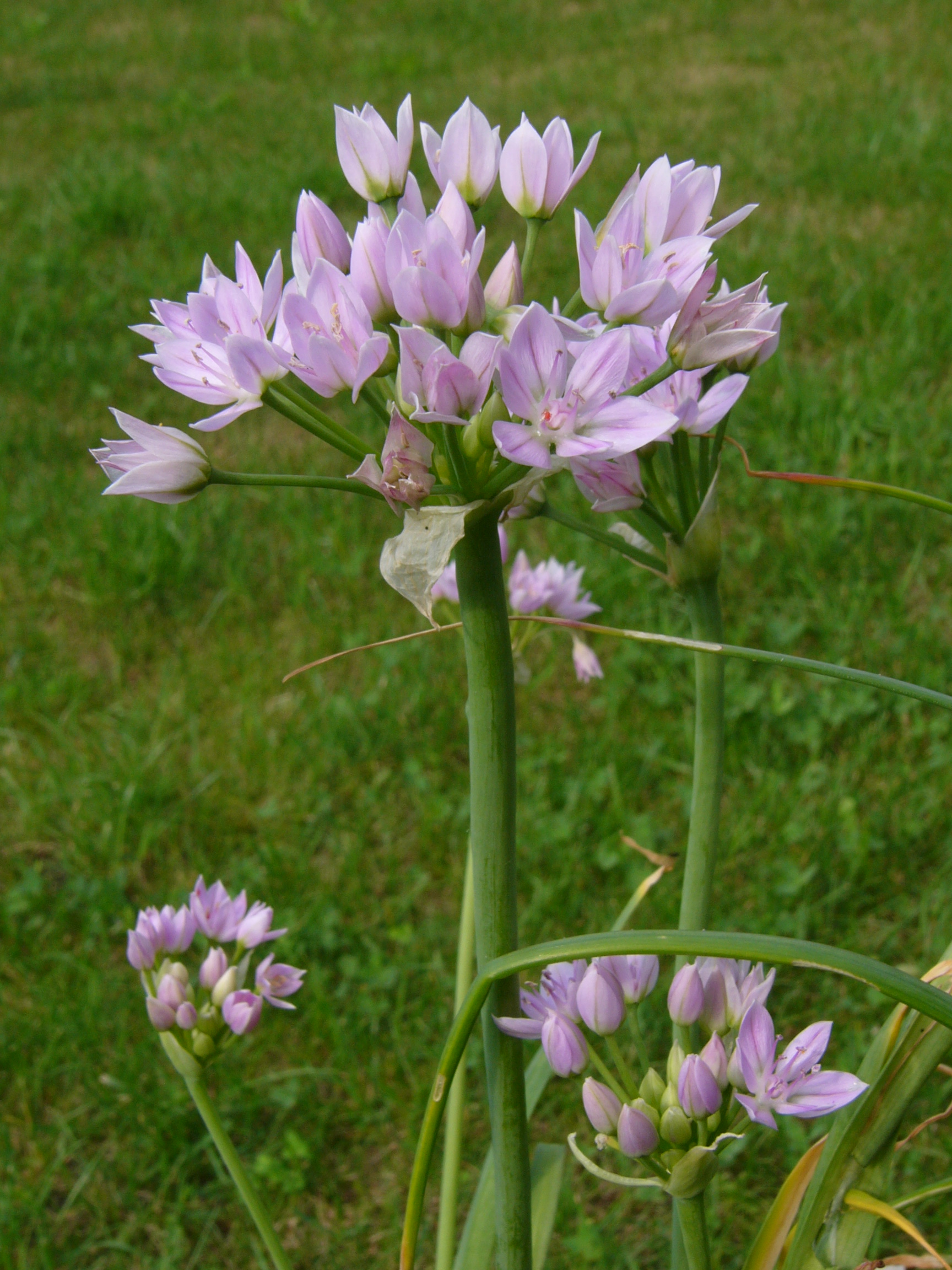
Inflorescencia

Es oriunda de la región del Mediterráneo. 
Hábitat
Vegeta en cunetas, orillas de caminos y tierras de cultivo pero generalmente en sitios con sol y baja altitud.

## Taxonomía
Allium cyaneum fue descrita por  Carlos Linneo y publicado en Sp. Pl. 296 1753.
- El Allium roseum descrito por Krock. es el Allium schoenoprasum de L.

Etimología
Allium: nombre genérico muy antiguo. Las plantas de este género eran conocidos tanto por los romanos como por los griegos. Sin embargo, parece que el término tiene un origen celta y significa "quemar", en referencia al fuerte olor acre de la planta. Uno de los primeros en utilizar este nombre para fines botánicos fue el naturalista francés Joseph Pitton de Tournefort (1656-1708).
roseum: epíteto latino que significa "de color rosa".
Sinonimia
- Allium albidum  Jord. & Fourr., 1868
- Allium corbariense  Timb.-Lagr.
- Allium majale  Cirillo, 1788
- Allium roseum var. insulare  Gennari ex Barbey, 1885
- Allium roseum var. requienii  Rouy, 1910
- Allium rubicundum  Willd.
- Molium roseum  (L.) Fourr.
- Nectaroscordum roseum  (L.) Galasso & Banfi

Nombre vernáculo
Castellano: ajo, ajo de culebra, ajo perro, ajo rosado, ajo de brujas, lágrimas de la Virgen, ajo silvestre de hoja angosta, ajoporro, cebollino, cebollino borde.

Catalán: Porradell bord, All de moro, All de bruixa, Allassa vermella.

## Usos
El uso principal es sin duda la jardinería. Los bulbos son fácilmente plantables y no requieren de unos cuidados exigentes, una vez terminada la floración se pueden extraer los bulbillos que serán replantados.
El bulbo es comestible y de suave sabor.